# La Pirogue
Pour plus de détails, voir Fiche technique et Distribution.
La Pirogue est un film franco-sénégalais réalisé par Moussa Touré, sorti en 2012. Le film a concouru dans la catégorie Un certain regard du Festival de Cannes .

## Synopsis
Des hommes et une femme quittent le Sénégal à bord d’une pirogue, en compagnie d'autres émigrants guinéens. Ils souhaitent tous rejoindre l’« eldorado » espagnol et  européen via les îles Canaries. Pour cela, ils doivent affronter la solitude de la mer, une violente tempête et une panne de moteur qui les laissent perdus au milieu de l'immensité liquide. Ils doivent jeter des victimes à la mer et subir de longs jours d'attente sans boire ni manger jusqu'à leur sauvetage par la marine espagnole. Recueillis aux Canaries par la Croix-Rouge espagnole, les rescapés sont expulsés en avion vers leur pays d'origine au bout de quelques jours.

## Fiche technique
- Titre : La Pirogue
- Réalisation : Moussa Touré
- Scénario : David Bouchet, Éric Névé, Abasse Ndione (idée)
- Photographie : Thomas Letellier
- Montage : Josie Miljevic
- Production : Johanna Colboc
- Sociétés de distribution : Rezo Films, Studio 37, K-Films Amérique (Québec)
- Langue originale : français
- Format : couleur  - 2,35:1
- Durée : 1 h 27 minutes
- Date de sortie :
  - France : 17 octobre 2012
  - Québec : 8 février 2013

## Distribution
- Souleymane Seye Ndiaye : Baye Laye, le capitaine de la pirogue
- Laïty Fall : Lansana, le rieur, organisateur de la traversée
- Malamine Dramé : Abou, le frère de Baye
- Balla Diarra : Samba
- Salif Jean Diallo : Barry
- Babacar Oualy : Kaba, le jeune « capitaine »
- Mame Astou Diallo : Nafy, la passagère
- Saikou Lô : Yaya

## Distinctions
- Prix Lumières 2013 : Meilleur film francophone
- Étalon de bronze[2] et Prix de l'UMEOA au Fespaco 2013
- Trophées francophones du cinéma 2013 : 
  - Trophée francophone du scénario pour David Bouchet et Éric Névé
  - Trophée francophone de la contribution technique pour la photographie de Thomas Letellier
  - Trophée francophone du long-métrage de fiction